# يطروفة درعية
يطروفة درعية (الاسم العلمي:Jatropha peltata) هي نوع من النباتات تتبع جنس اليطروفة من الفصيلة الفربيونية.